# エルサレム・フランス聖書考古学学院
エルサレムにあるフランス聖書考古学学院(École Biblique et Archéologique Française: EBAF)は、ドミニコ会によって設立・経営され、考古学と聖書注釈学を対象としたフランスの高等教育研究機関である。
この研究所は1890年に実践聖書研究所d'École Pratique d'Études Bibliquesとしてドミニコ会司祭マリー＝ジョセフ・ラグランジェMarie-Joseph Lagrange 神父によって設立された。碑文文芸アカデミーAcadémie des inscriptions et belles-lettresにおいて、フランス考古学研究所としての扱いを受けたことなどから1920年には現在の名称に変更している。
実際、その設立以来、この研究所はイスラエルと近隣諸国の考古学研究と聖書テキスト注釈学の最前線である。碑文学、セム語族研究、アッシリア学、エジプト学の分野と同時に古代史、地理学、民族誌学で異彩を放っている。
最も有名なメンバーとしては、ラグランジェ神父に加えてマリー＝エミーユ・ボワスマーMarie-Émile Boismard、ローラン・ド・ヴォーRoland de Vaux、レイモン＝ジャック・トゥールネRaymond-Jacques Tournay、ピエール・ブノワPierre Benoîtらの神父がいる。
聖書学の正規の博士号を発行することができて、『聖書レビュー』Revue Bibliqueや、この優れた領域の様々な専門の著作、そしてより広範な人々に向けられたフランス語訳聖書を発行している。特にこの聖書は『エルサレム聖書』Bible de Jérusalem (1956, 1973, 1998)として知られており、翻訳の文学的な質と厳格な考証を両立させている。